# Eddie Albert
Eddie Albert, de nom Edward Albert Heimberger (Rock Island, Illinois, 22 d'abril de 1906 − Pacific Palisades, Califòrnia, 26 de maig de 2005) va ser un actor i productor estatunidenc.

## Biografia[2][3]
Va néixer el 22 d'abril de 1906 a Illinois. És el gran de cinc germans. Un any abans del seu naixement, la seva família s'havia traslladat de Minnesota. La seva mare es dedicava a la llar, i el seu pare, era un home de negocis. Amb sis anys, va començar a treballar com a repartidor de diaris. Després, cap als tretze anys, va ser vexat pels seus camarades pel seu cognom d'arrels germàniques.
Fa de trapezista, després de cantant, és pioner de la televisió des del 1936, combatent heroic al Pacífic, va reprendre després de la guerra, aureolat de glòria, una prolífica i popular carrera televisiva i cinematogràfica.
Eddie Albert va participar en campanyes a favor del medi ambient (és una coincidència que la jornada de la terra sigui el dia del seu aniversari.) Es va casar amb Margo, una actriu mexicana, que va morir el 1985, després de gairebé quaranta anys de matrimoni. Van tenir un fill, Edward Jr (20 febrer de 1951), i una filla adoptiva.
Mor el 26 de maig de 2005, a conseqüència d'una pneumònia, amb 99 anys. Abans, havia lluitat contra la malaltia d'Alzheimer durant diversos anys. El seu fill va sucumbir a un càncer del pulmó el 22 de setembre de 2006.

## Filmografia[4]

### Cinema
| - 1938: Brother Rat: Bing Edwards - 1939: On Your Toes: Phil Dolan, Jr. - 1939: Four Wives: Dr. Clinton 'Clint' Forrest Jr. - 1940: Brother Rat and a Baby: Bing' Edwards - 1940: An Angel from Texas: Peter Coleman - 1940: My Love Came Back: Dusty Rhodes - 1940: A Dispatch from Reuter's: Max Wagner - 1941: Four Mothers: Clint Forrest - 1941: The Great Mr. Nobody: Robert 'Dreamy' Smith - 1941: The Wagons Roll at Night: Matt Varney - 1941: Thieves Fall Out: Edward 'Eddie' Barnes - 1941: Out of the Fog: George Watkins - 1942: Treat 'Em Rough: Bill Kingsford - 1942: Eagle Squadron: Leckie - 1943: Lady Bodyguard: Terry Moore - 1943: Ladies' Day: Wacky Waters - 1943: Bombardier: Tom Hughes - 1946: Strange Voyage: Chris Thompson - 1946: Rendezvous with Annie: Cpl. Jeffrey Dolan - 1947: The Perfect Marriage: Gil Cummins - 1947: Hit Parade of 1947: Kip Walker - 1947: Una dona desfeta (Smash-Up, The Story of a Woman): Steve Nelson - 1947: Time Out of Mind: Jake Bullard - 1948: The Dude Goes West: Daniel Bone - 1948: You Gotta Stay Happy: Bullets Baker - 1948: Totes les noies s'haurien de casar (Every Girl Should Be Married): Harry Proctor / 'Old' Joe - 1950: Els problemes de la Sally (The Fuller Brush Girl): Hubbell Briggs - 1951: You're in the Navy Now: Tinent Bill Barron - 1951: Meet Me After the Show: Chris Leeds - 1952: Actor's and Sin: Orlando Higgens - 1952: Carrie: Charles Drouet - 1953: Vacances a Roma (Roman Holiday): Irving Radovich - 1955: The Girl Rush: Elliot Atterbury - 1955: Oklahoma: Ali Hakim - 1955: Ill Cry Tomorrow: Burt McGuire - 1956: Attack!: Capità Erskine Cooney - 1956: The Teahouse of the August Moon: Capità McLean - 1957: The Sun Also Rises: Bill Gorton | - 1957: The Joker is Wild: Austin Mack - 1958: Order to Kill: Major MacMahon - 1958: The Gun Runners: Hanagan - 1958: The Roots of Heaven: Ebe Fields - 1959: Beloved Infidel: Bob Carter - 1961: The Young Doctors: Dr. Charles Dornberger - 1961: The Two Little Bears: Harry Davis - 1962: Madison Avenue: Harvey Holt Ames - 1962: The Longest Day: Coronel Thompson - 1962: Trampa al meu marit (Who's Got the Action?): Clint Morgan - 1963: Miracle of the White Stallions: Rider Otto - 1963: Captain Newman, M.D.: Cor. Norval Algate Bliss - 1965: The Party's Over: Ben - 1966: Set dones (7 Women): Charles Pether - 1972: El trencacors (The Heartbreak Kid): Duane Corcoran - 1974: McQ: Kosterman - 1974: The Take: Cap Berrigan - 1974: The Longest Yard: Warden Hazen - 1975: Escape to Witch Mountain: Jason O'Day - 1975: The Devil's Rain: Dr. Samuel 'Sam' Richards - 1975: Whiffs: Cor. Lockyer - 1975: Hustle - 1976: Moving Violation - 1977: Birch Interval - 1979: Border Cop - 1979: The Concorde ... Airport '79 - 1980: How to Beat the High Co$t of Living - 1980: Foolin' Around - 1981: Yesterday - 1981: Take This Job and Shove It - 1982: The Act - 1982: Yes, Giorgio - 1984: Dreamscape - 1985: Stitches - 1985: Head Office - 1987: Turnaround - 1989: Brenda Starr |

### Televisió
| - 1951 i 1953: Studio One (Sèrie TV): John Peter Zenger - 1952: Leave It to Larry (Sèrie TV): Larry Tucker - 1953: Season's Greetings (Telefilm) - 1953: Nothing But the Best (Sèrie TV): Convidat - 1954 i 1958: Letter to Loretta (Sèrie TV): Lionel Kent / Max Asher / Tiger Tipton - 1955: A Connecticut Yankee (Telefilm): Hank Martin - 1955: The Chocolate Soldier (Telefilm): Bumerli - 1956: Our Mr. Sun (Telefilm): L'escriptor de ficció - 1956-1957: Climax! (Sèrie TV): Barney Kanda / David Adams / Gabe Douglas - 1957 i 1962: Wagon Train (Sèrie TV): John Darro / Kurt Davos - 1958: Studio 57 (Sèrie TV): Jim Hammond - 1959: Riverboat (Sèrie TV): Dan Simpson - 1959: Playhouse 90 (Sèrie TV): Leroy Dawson / Oliver Erwenter - 1961: The Spiral Staircase (Telefilm) - 1961: Frontier Circus (Sèrie TV): Dr. Payton Jordan - 1962: The New Breed (Sèrie TV): Walter Cowley - 1962: Ben Casey (Sèrie TV): Gene Billstrom - 1962: The Virginian (Sèrie TV): Cal Kroeger - 1963: Combat! (Sèrie TV): Phil - 1963: The Greatest Show on Earth (Sèrie TV): Frank Land - 1963: The Eleventh Hour (Sèrie TV): Ken Downer - 1963: Sam Benedict (Sèrie TV): Lewis Wiley - 1963: The Wide Country (Sèrie TV): Duke Donovan - 1963: Dr. Kildare (Sèrie TV): Dr. Norman French - 1964: Der Nußknacker (Telefilm): Hôte / Narrador - 1964: The Tinent (Sèrie TV): R. Cameron O'Rourke - 1964: Mr. Novak (Sèrie TV): Charlie O'Rourke - 1964: Voyage to the Bottom of the Sea (Sèrie TV): Fred Wilson - 1964: Rawhide (Sèrie TV): Taylor Dickson - 1964: The Periodista (Sèrie TV): Paul Pollard - 1964: The Outer Limits (Sèrie TV): Andy Thorne - 1965: Burke's Law (Sèrie TV): Arthur J. Poindexter - 1965: The Rogues (Sèrie TV): Gregg Roberts - 1965: The Man from U.N.C.L.E. (Sèrie TV): Brother Love - 1965-1968: Petticoat Junction (Sèrie TV): Oliver Wendell Douglas - 1965-1971: Green Acres (Sèrie TV): Oliver Wendell Douglas - 1968: Mouse on the Mayflower (TV): Capità Standish (veu) - 1968: The Beverly Hillbillies (Sèrie TV): Oliver Wendell Douglas - 1971: Columbo (sèrie TV): Major General Martin J. Hollister - 1971: See the Man Run (Telefilm): Dr. Thomas Spencer - 1972: The Lorax (Telefilm): El narrador (Veu) | - 1972: McCloud (Sèrie TV): Roy Erickson - 1972: Fireball Forward (Telefilm): Cor. Douglas Graham - 1973: Daddy's Girl (Telefilm) - 1973: The Borrowers (Telefilm): Pod Clock - 1974: Benjamin Franklin (Sèrie TV): Benjamin Franklin - 1974: Kung-Fu (Sèrie TV): Dr. Georges Baxter - 1975: Promise Him Anything (Telefilm): Pop - 1975-1978: Switch (Sèrie TV): Frank MacBride - 1978: Evening in Byzantium (Telefilm): Brian Murphy - 1978: Crash (Telefilm): Capità Dunn - 1978: The Word (Fulletó TV): Ogden Towery - 1980: Trouble in High Timber Country (Telefilm): Carroll Yeager - 1980: Beulah Land (Fulletó TV): Felix Kendrick - 1981: The Oklahoma City Dolls (Telefilm): Coach Homer Sixx - 1981: The Fall Guy (Sèrie TV): John Cramer - 1981: Peter and Paul (Telefilm): Festus - 1981: Goliath Awaits (Telefilm): Amiral Wiley Sloan - 1982: Beyond Witch Mountain (Telefilm): Jason O'Day - 1982: Disney Parade (Sèrie TV): Jason O'Day - 1982: Rooster (Telefilm): Rev. Harlan Barnum - 1983: The Demon Murder Case (TV): pare Dietrich - 1983: The Love Boat (Sèrie TV): Burton Loockwood - 1983: Simon and Simon (Sèrie TV): Jutge Elliott Morris Taylor - 1985: In Like Flynn (Telefilm): Bill White - 1985: Hôtel (Sèrie TV): MacDonald 'Mack' Erickson - 1986: Dress Gray (Telefilm): Jutge Hand - 1987: Mercy or Murder? (Telefilm): Joe Varon - 1987: Falcon Crest (Sèrie TV): Carlton Travis - 1988: War and Remembrance (fulletó TV): Breckinridge Long - 1988: Murder She Wrote (Sèrie TV): Jackson Lane - 1988: The Twilight Zone (Sèrie TV): Roger Simpson Leads - 1989: Thirtysomething (Sèrie TV): Charlie Weston - 1990: Return to Green Acres (Telefilm): Oliver Wendell Douglas - 1990: Ray Bradbury presents (Sèrie TV): Jonathan Hughes - 1991: The Girl from Mars (Telefilm): Charles - 1993: Time Trax (Sèrie TV): Noah - 1993: The Golden Palace (Sèrie TV): Bill Douglas - 1993: General Hospital (Sèrie TV): Jack Boland #1 - 1995: The Barefoot Executive (Telefilm): Herbert Gower - 1995-1997: Spider-Man (Sèrie TV): Vulture / Adrian Toomes - 1997: California (Sèrie TV): Ben McKay |

### com a productor
- 1946: Human Growth
- 1946: Human Beginnings

## Premis i nominacions

### Nominacions
- 1954: Oscar al millor actor secundari per Vacances a Roma
- 1954: BAFTA al millor actor estranger per Vacances a Roma
- 1957: Globus d'Or al millor actor secundari per The Teahouse of the August Moon
- 1973: Oscar al millor actor secundari per El trencacors
- 1975: Globus d'Or al millor actor secundari per The Longest Yard